# Homeros aus Byzantion
Homeros aus Byzantion war ein antiker griechischer Grammatiker und Dichter aus Byzanz. Seine Hauptschaffenszeit war während der 124. Olympiade (284/280 v. Chr.) am Hof Ptolemaios’ II. Er war der Sohn des Andromachos und der Dichterin Moiro. Er trug auch den Beinamen neos/neoteros („der Junge“). Er war eins von sieben Mitgliedern der tragischen Plejade und der Rivale des Sositheus. Homeros verfasste 45 oder 57 Tragödien und ein Epos; keines seiner Werke ist erhalten.